# Tosca Niterink
Tosca Niterink (Haarlem, 3 maart 1960) is een Nederlandse actrice, comédienne en schrijfster, die bekend werd door haar aandeel in Theo en Thea, Kreatief met Kurk en Borreltijd. Deze drie programma's maakte zij met Arjan Ederveen en onder regie van Pieter Kramer. Ze werkte van 2011 tot 2019 als columniste voor de Achterpagina van het NRC Handelsblad. In 2021 schildert ze.

## Columniste
- Esta Magazine, 2009-2010
- VARAgids, samen met Anita Janssen, 2009-2011
- Het Parool, samen met Anita Janssen, vanaf 2014
- NRC Handelsblad, Achterpagina, 2011-2019

## Films en televisie

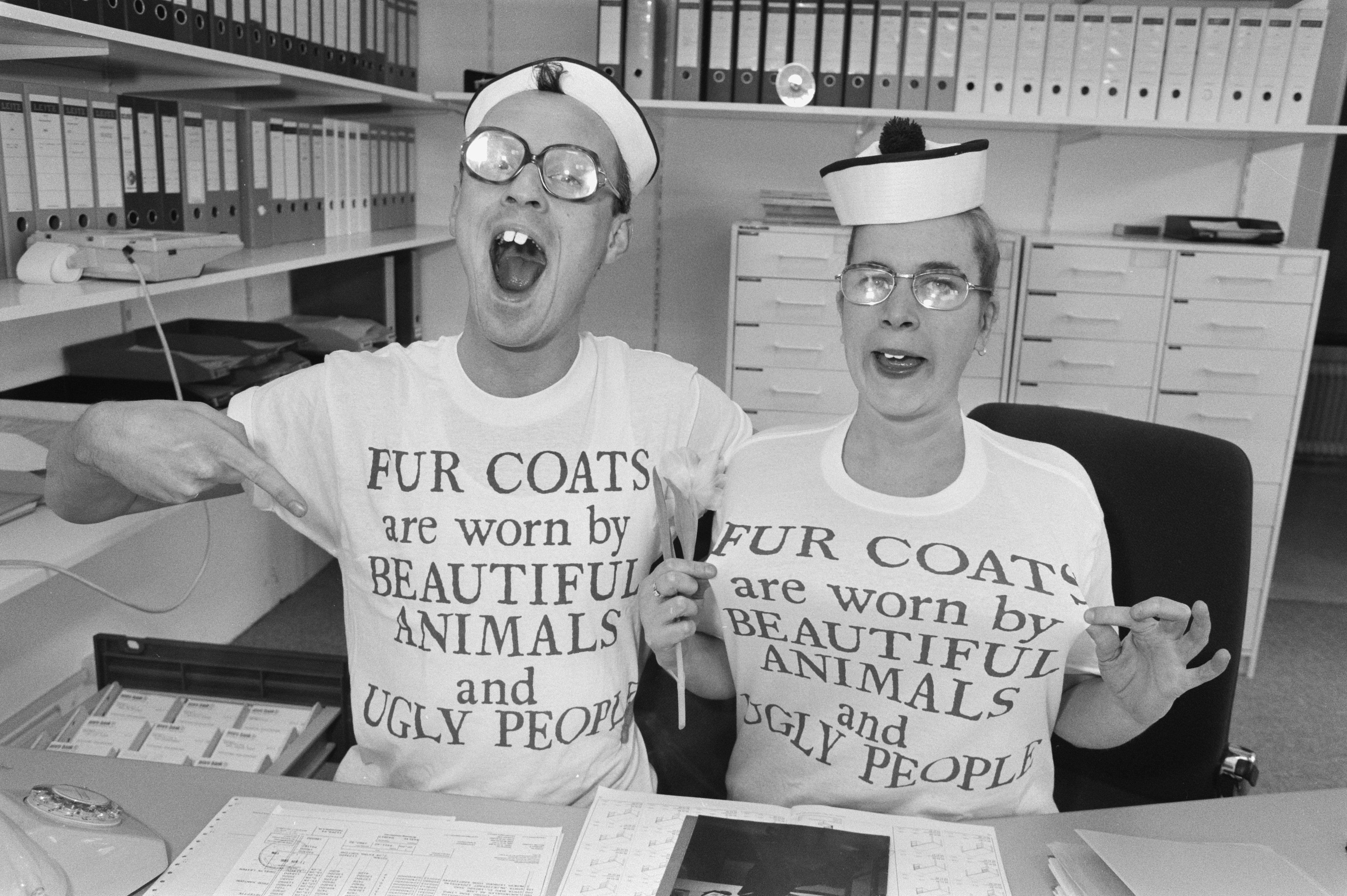
Theo & Thea

- Theo en Thea, televisieserie, 1985
- Theo en Thea in de Gloria, televisieserie, 1988
- Theo en Thea en de ontmaskering van het tenenkaasimperium, film - Thea, 1989
- Tadzio, film van Erwin Olaf, 1991
- Petit populair, televisieserie, 1992
- Kreatief met Kurk, televisieserie - Ellen B., 1993
- Borreltijd, televisieserie - Ellen B., 1996
- Sprookjes regie, tekst, scenarioschrijfster i.s.m. VPRO, samen met La Pat
- Peper & Zout Pioniers, negendelige 'wildwife'-reisserie op RTV West, samen met Camjo Anita Janssen, 2007. De serie is in april 2008 ook uitgezonden bij Holland Doc
- Peper & Zout Pioniers, tweedelige, 25 minuten durende 'wildwife'-reisserie over Egypte), 2008
- Walhalla, serie bij BNN, regie Job Gosschalk - Blauwe Nel, 2011
- Bingo, ultra korte film (animatie) - stem - 2015
- De Masters, regie Ruud Schuurman - Moeder van Marco, 2015
- Caminho da Fé, een wandelroadmovie (een film van Anita Janssen en Tosca Niterink), 2016
- Stem Helderziende Mossel Poesjes VPRO 2018

## Theater
- De Ongezelligheidsaanvallen Rotonde Stadsschouwburg Amsterdam, soloprogramma, 1984
- Medio Mei, tournee Boulevard of Broken Dreams in 1987, Canada
- Flessentrekrevue, met Arjan Ederveen, regie Pieter Kramer
- Helga & Helmut voorstellingen voor De Parade i.s.m. Ellen Pieters, 1996 en 1997, regie
- Primeur, regie, cabaretvoorstelling Ellen Pieters 1997
- Tournee Nederland Theo en Thea en La Pat
- Ein Frau fur die Liebe, debuut-lp La Pat, tekst
- Picollo en Saxo, Residentie Orkest, actrice, 2002
- Codarts, Hogeschool voor de Kunsten, docent, regie eindexamenvoorstelling 2008, Six woman with Braindeath. Luxor Theater, Rotterdam
- Drie Koningen, een winterverhaal i.s.m. Spinvis, Zapp string Quartet en La Pat (Patty Trossel), 2009
- Woef Side Story , voice-over, regie Pieter Kramer, 2013
- De zere neus van Bergerac, voice-over, regie Pieter Kramer, 2014
- Klimmen naar Kruishoogte, theatertournee 2018 en 2019 (samen met Anita Janssen)
- De poncho must go on en andere afritsverhalen, theatertournee 2020 en 2021 (samen met Anita Janssen)